# Агава Функа
Агава Функа (лат. Agave funkiana) — суккулент, вид рода Агава (Agave) семейства Агавовые (Agavaceae). Внешний вид очень декоративен.

## Ботаническое описание
Бесстебельный, медленно растущий вид.

### Морфология
Розеточное растение, образует куст от 1,2 м до 1,8 м в диаметре. Листья длиной 60—80 см, шириной 3,5—5,5 см, мясистые, узкие у основания, расширяются к середине, серо-зелёно-голубоватой окраски, окаймлены шипами.

### Размножение
Семенами и отростками.

### Выращивание в культуре
К почве нетребовательна, растёт на тощих песчаных и каменистых землях. Отростки отделяют весной при пересадке и высаживают в небольшие горшочки. Любит солнечное местоположение на открытом воздухе: балконе, террасе или открытом окне. Зимой лучше содержать в прохладном помещении и редко поливать.

### Природный ареал
Мексика